# Oreopoa
Oreopoa je monotipski rod trajnica iz porodice trava smješten u podtribus Poinae, dio tribusa Poeae, potporodica Pooideae. Jedina vrsta je endem iz Turske O. anatolica.